# Maurice Magnoni
Maurice Magnoni (* 1. Dezember 1948 in Genf) ist ein Schweizer Jazzmusiker (Tenor- und Baritonsaxophon, Klarinetten, Komposition).

## Leben und Wirken
Magnoni studierte von 1955 bis 1965 am Genfer Konservatorium für Musik, insbesondere Klavier, Harmonielehre und Komposition. Als Saxophonist ist er Autodidakt. 1973 begann er als professioneller Jazzmusiker in der Schweiz. 1981 trat er beim Jazz Festival Willisau im Trio mit Daniel Humair und Jean-François Jenny-Clark auf. Seit 1982 lebte er in Paris; im selben Jahr spielte er beim European Jazz Festival Le Mans in der Unit von Michel Portal; dann holte ihn François Jeanneau in die erste Ausgabe des Orchestre National de Jazz. Seit 1983 war er auf Tourneen mit Barre Phillips, Pierre Favre, Enrico Rava, Mark Helias, Barry Altschul und Urs Leimgruber. 1985 stellte er sich in Paris und später in Brüssel mit einem zehnköpfigen Orchester, L'Etat des sons vor; seit demselben Jahr arbeitete er mit Carla Bley und Steve Swallow in deren euro-amerikanischer Band, die teilweise auch aus Mitgliedern des Vienna Art Orchestra bestand.
Nachdem er 1987 im Duo mit Jack DeJohnette aufgetreten war, tourte er Italien mit seinem neuen Electric Jazz Quartet, das Anfang der 1990er Jahre in ganz Europa auftrat. Er legte nun mehrere Alben unter eigenem Namen vor. Seit Ende der 1980er gehörte er zudem zum Oktett von François Lindemann (Different Masks, Montreux Jazz & Swiss Movement, Live in U.S.A.), mit dem er auch in Nordamerika auf Tournee war. 1992 gründete er gemeinsam mit Matthieu Michel ein neues Quintett, mit dem er in Osteuropa und Westafrika auftrat.
Seit 1993 arbeitete er mit seinem Schüler Erik Truffaz zusammen, mit dem er 1994 und 1995 ein gemeinsames Quintett beim Genfer Jazzfestival bildete. 1996 trat er mit Béatrice Graf am Schlagzeug und Olivier Magnenat am Bass im Trio M.G.M auf. Zudem spielte er im Quartett mit Serge Lazarevitch, Michel Marre und Joël Allouche und im Duo mit Franco D’Andrea. Weiterhin entstanden mehrere Produktionen mit der Big Band de Lausanne und Pascal Auberson. Er war weiterhin an Alben mit Alvin Queen, Heiri Känzig, der Direzione Sud (Estrella del norte) und Alain Guyonnet & Maria Calvo Samaniego (Metisagesse) beteiligt. Tom Lord verzeichnet zwischen 1981 und 2011 35 Aufnahmedaten von Magnoni.

## Diskographische Hinweise
- Jacques Demierre / Maurice Magnoni: Disque (Plainisphare 1984)
- L'Etat des sons (Plainisphare 1988)
- Baby Call (Plainisphare 1990)
- Maurice Magnoni, Christy Doran, Hervé Provini, Claude Jordan: SskieS (Altrisuoni 2000)
- Maurice Magnoni, Nicolas Sordet, Fredy Studer: Facing the Wall (Altrisuoni 2003)